# Lead Me On
| Оценки критиков | Оценки критиков |
| Источник        | Оценка          |
| --------------- | --------------- |
| AllMusic        | [ 1 ]           |

Lead Me On — второй совместный студийный альбом американских кантри-певцов Конвея Твитти и Лоретты Линн, выпущенный 17 января 1972 года на лейбле Decca Records. Продюсером был Оуэн Брэдли.
После диска We Only Make Believe, вышедшего в 1971 году, это был второй из десяти альбомов, которые совместно выпустили Твитти и Линн.

## История
Релиз диска состоялся 17 января 1972 года на лейбле Decca Records.
Альбом получил умеренные отзывы музыкальных критиков и интернет-изданий.
В обзоре, опубликованном в номере журнала Billboard от 5 февраля 1972 года, говорится: "Для своего второго альбома-дуэта Твитти и Лоретта Линн придумали ещё один динамитную подборку материала, которая несомненно, заёмёт достойное место в чартах. Их хит-сингл «Lead Me On» заслуживает внимания, а также выделяются «Never Ending Song of Love», «Easy Loving» и весьма ритмичный трек «You Blow My Mind», сочинённый Билли Эдд Уиллером.
Журнал Cashbox опубликовал обзор в выпуске от 29 января 1972 года, в котором говорилось: «Визуально Лоретта Линн и Конвей Твитти — величественная и достойная пара. Их тонко очерченные черты подчеркнуты их утончённым, но современным и искусным выбором одежды. Хотя они выглядят по-разному и обычно носят разные цвета и стили, они всегда сочетаются друг с другом — это две разные половинки, которые объединяются в единое целое, что составляет больше одной половины с их музыкой; их тонко обозначенные голоса украшены утончёнными, но современными аранжировками и инструментами. У них обоих разные стили, которые сливаются в новый стиль, который является их совместным и чем-то ещё. Слушайте „Lead Me On“, „You Blow My Mind“ и „You’re the Reason“».
В обзоре, опубликованном в выпуске журнала Record World от 29 января 1972 года, хвалили музыку, но критиковали оформление альбома, говоря, что это «отличная подборка мелодий, но они наверняка испортили обложку синим цветом и рамкой из 100 белых звезд. Графика, конечно, не может сдерживать содержание альбома. Горячий кантри-дуэт сильно впечатлил такими мелодиями, как „Lead Me On“, „Back Street Affair“ и, безусловно, самой сексуальной версией „Easy Lovin'“»..

## Список композиций
| №  | Название                                           | Автор(ы)                             | Дата записи       | Длительность |
| -- | -------------------------------------------------- | ------------------------------------ | ----------------- | ------------ |
| 1. | «Lead Me On»                                       | Leon Copeland                        | November 11, 1970 | 2:24         |
| 2. | «When I Turn Off My Lights (Your Memory Turns On)» | Tommy Markham L.E. White             | November 22, 1971 | 2:14         |
| 3. | «Never Ending Song of Love»                        | Delaney Bramlett                     | November 21, 1971 | 2:20         |
| 4. | «Playing House Away from Home»                     | Bill Rhodes                          | November 22, 1971 | 2:34         |
| 5. | «You're the Reason»                                | Bobby Edwards Terry Fell Fred Henley | November 22, 1971 | 2:47         |
| 6. | «How Far Can We Go?»                               | Bobby Hicks Kenny Starr              | November 22, 1971 | 2:15         |

| №  | Название                            | Автор(ы)                 | Дата записи       | Длительность |
| -- | ----------------------------------- | ------------------------ | ----------------- | ------------ |
| 1. | «You Blow My Mind»                  | Billy Ed Wheeler         | November 23, 1971 | 2:35         |
| 2. | «Easy Loving»                       | Фредди Харт              | November 21, 1971 | 2:40         |
| 3. | «Back Street Affair»                | Jimmy Rule Billy Wallace | November 21, 1971 | 3:05         |
| 4. | «I Wonder If You Told Her About Me» | Conway Twitty            | November 23, 1971 | 2:30         |
| 5. | «Get Some Loving Done»              | Jimmy Peppers            | November 23, 1971 | 2:07         |

## Позиции в чартах

### Альбом
| Чарт (1972)                      | Высшая позиция |
| -------------------------------- | -------------- |
| США Hot Country LP’s (Billboard) | 2              |
| США Top LP’s (Billboard)         | 106            |

### Синглы
| Название     | Год  | Высшая позиция | Высшая позиция |
| Название     | Год  | US Country     | CAN Country    |
| ------------ | ---- | -------------- | -------------- |
| «Lead Me On» | 1972 | 1              | 1              |